# Electorado de Hesse
El electorado de Hesse (en alemán: Kurfürstentum Hessen), también conocido como Hesse-Kassel o Kurhessen, era un landgraviato a cuyo príncipe, Napoleón otorgó el derecho a votar por el Emperador. Cuando el Sacro Imperio Romano Germánico fue disuelto en 1806, el príncipe de Hesse, Guillermo I, decidió mantener su título de Elector, aunque ya no había Emperador por el cual votar. En 1807, gracias a los Tratados de Tilsit, la zona fue anexada al Reino de Westfalia, hasta que en 1814, el Congreso de Viena restableció el electorado.
El estado fue el único electorado que formó parte de la Confederación Alemana. Consistía en varios territorios separados no al norte de Fráncfort. Se mantuvo independiente hasta que fue anexado por Prusia en 1866 después de la guerra austro-prusiana.
Los títulos formales del Elector eran pero no estaban limitados a "Elector de Hesse, Príncipe de Fulda (Fürst von Fulda), Príncipe de Hersfeld, Hanau, Fritzlar e Isenburg, Conde de Katzenelnbogen, Dietz, Ziegenhain, Nidda y Schaumburg".

## Historia
El Landgraviato de Hesse-Kassel se formó en 1567 con la división del Landgraviato de Hesse entre los herederos de Felipe I de Hesse ("el Magnánimo") después de su muerte. El hijo mayor de Felipe, Guillermo IV, recibió Hesse-Kassel, que comprendía aproximadamente la mitad de los territorios del Landgraviato de Hesse, incluida la capital, Kassel. Los hermanos de Guillermo recibieron Hesse-Marburg y Hesse-Rheinfels, pero sus líneas se extinguieron en una generación, y los territorios luego volvieron a Hesse-Kassel y al Landgraviate de Hesse-Darmstadt.

### El reinado de Guillermo I
El reinado del Landgrave William IX fue una época importante en la historia de Hesse-Kassel. Al ascender al trono en 1785, participó en la Guerra de la Primera Coalición contra la Primera República Francesa unos años más tarde, pero en 1795 se firmó la Paz de Basilea. En 1801 perdió sus posesiones en la orilla izquierda del Rin, pero en 1803 fue compensado por estas pérdidas con un antiguo territorio francés alrededor de Maguncia, y al mismo tiempo fue elevado a la dignidad de príncipe elector ( Kurfürst ) William I, un título que conservó incluso después de la disolución del Sacro Imperio Romano Germánico.
En 1806, Guillermo I firmó un tratado de neutralidad con Napoleón Bonaparte, pero tras la Batalla de Jena-Auerstedt, este último, sospechando de los designios de Guillermo, ocupó su país y lo expulsó. Hesse-Kassel luego se incorporó al Reino de Westfalia bajo el gobierno de Jérôme Bonaparte.
Después de la batalla de Leipzig en 1813, los franceses fueron expulsados de Hesse-Kassel, y el 21 de noviembre, el Elector regresó triunfante a su capital, Kassel. Un tratado concertado por él con la Coalición (2 de diciembre) estipuló que recibiría de vuelta todos sus territorios anteriores, o su equivalente, y al mismo tiempo restauró la antigua constitución de su país. Este tratado, en lo que se refiere a los territorios, fue implementado por las Grandes Potencias en el Congreso de Viena. Rechazaron, sin embargo, la petición del Elector de ser reconocido como "Rey de los Chatti " ( König der Katten ). En el Congreso de Aix-la-Chapelle (1818), fue incluido en la lista de los grandes duques como "Alteza Real". William optó por conservar el título ahora vacío de príncipe elector, con el predicado de "Alteza Real".
Guillermo I había marcado su restauración aboliendo de un plumazo todas las reformas introducidas bajo el régimen francés, repudiando la deuda de Westfalia y declarando nula la venta de los dominios de la corona. Todo volvió a su estado el 1 de noviembre de 1806; incluso los oficiales tuvieron que descender a su antiguo rango, y el ejército volver a los viejos uniformes y coletas empolvadas.
Los Estados (Parlamento), de hecho, fueron convocados en marzo de 1815, pero el intento de idear una constitución fracasó; su apelación a la Asamblea Federal Bundesversammlung en Frankfurt para llamar al orden al Elector en el asunto de la deuda y los dominios quedó en nada, debido a la intervención de Klemens von Metternich ; y en mayo de 1816 se disolvieron los Estados.
Guillermo I murió el 27 de febrero de 1821 y fue sucedido por su hijo, Guillermo II. Con él, la crisis constitucional en Kassel llegó a un punto crítico. Era arbitrario y avaro, como su padre, y además escandalizaba el sentimiento público por el trato que daba a su esposa, una popular princesa prusiana, y sus relaciones con su amante, una tal Emilie Ortlöpp, a quien nombró condesa de Reichenbach-Lessonitz y la cargó de riqueza.

### La revolución de 1830
La revolución de julio en París dio la señal de disturbios; Guillermo II se vio obligado a convocar a los Estados, y el 6 de enero de 1831, una constitución sobre la base liberal ordinaria. fue firmado. El elector ahora se retiró a Hanau, nombró a su hijo Federico Guillermo como regente y no participó más en los asuntos públicos.
Frederick William, sin la tosquedad de su padre, tenía una parte completa de su temperamento arbitrario y avaro. Las restricciones constitucionales le eran intolerables; y la consiguiente fricción con la Dieta (cámara baja) se agravó cuando, en 1832, se colocó a Hans Hassenpflug al frente de la administración. Todos los esfuerzos de Guillermo II y su ministro se dirigieron a anular los controles constitucionales conferidos a la Dieta; y se combatió a la Oposición manipulando las elecciones, llenando el tribunal judicial y una vejatoria y mezquina persecución de los "sospechosos" políticos, y esta política continuó después de la jubilación de Hassenpflug en 1837.

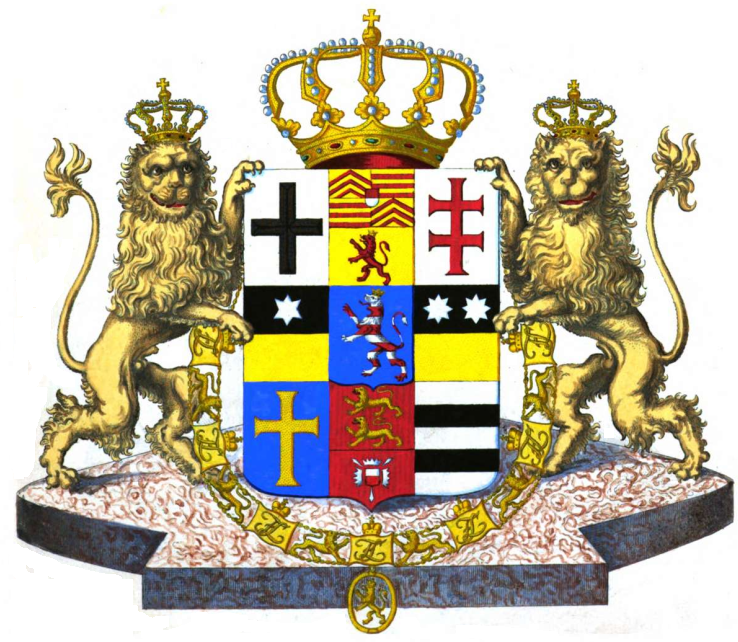
Escudo de armas de Hesse-Kassel (1846)

Las consecuencias surgieron en el año revolucionario de 1848 en una manifestación general de descontento público; y Frederick William, que se había convertido en elector a la muerte de su padre (20 de noviembre de 1847), se vio obligado a destituir su ministerio reaccionario y aceptar un programa integral de reforma democrática. Esto, sin embargo, duró poco. Después de la ruptura del Parlamento Nacional de Frankfurt, Frederick William se unió a la Unión del Norte de Prusia y los diputados de Hesse-Kassel fueron enviados al Parlamento de Erfurt. Pero cuando Austria recuperó fuerzas, la política del Elector cambió.

### La crisis de Hesse
El 23 de febrero de 1850, Hassenpflug fue colocado nuevamente al frente de la administración y se lanzó con renovado celo a la lucha contra la constitución y a la oposición al Reino de Prusia. El 2 de septiembre se disolvió la Dieta; los impuestos se continuaron por ordenanza electoral; y el país fue puesto bajo la ley marcial. Sin embargo, quedó claro de inmediato que el Elector no podía depender de sus oficiales o tropas, que permanecieron fieles a su juramento a la constitución. Hassenpflug convenció al elector de que se fuera de Kassel en secreto con él y, el 15 de octubre, pidió ayuda a la dieta federal reconstituida, que aprobó voluntariamente un decreto de "intervención". El 1 de noviembre, una fuerza austriaca y bávara entró en el Electorado.
Este fue un desafío directo a Prusia, que según las convenciones con el Elector tenía derecho a utilizar las carreteras militares a través de Hesse que eran su único medio de comunicación con sus enclaves en las provincias del Rin. La guerra parecía inminente; Las tropas prusianas también entraron en el país y se intercambiaron disparos entre los puestos de avanzada. Pero Prusia no estaba en condiciones de aceptar el desafío; y la contienda diplomática que siguió resultó en el triunfo de Austria en Olmütz (1851). Hesse se rindió a la dieta federal; los impuestos fueron recaudados por las fuerzas federales y todos los funcionarios que se negaron a reconocer el nuevo orden fueron despedidos.
En marzo de 1852, la dieta federal abolió la constitución de 1831, junto con las reformas de 1848, y en abril emitió una nueva constitución provisional, según la cual la nueva dieta tenía poderes muy limitados; y el elector era libre de llevar a cabo su política de amasar dinero, prohibiendo la construcción de vías férreas y fábricas e imponiendo una estricta ortodoxia en iglesias y escuelas. En 1855, sin embargo, Hassenpflug, que había regresado con el Elector, fue despedido; y cinco años más tarde, tras un período de creciente agitación, se otorgó una nueva constitución con el consentimiento de la dieta federal (30 de mayo de 1860).
Las nuevas cámaras exigieron la constitución de 1831; y, tras varias disoluciones que siempre resultaron en el regreso de los mismos miembros, la dieta federal decidió restaurar la constitución de 1831 (14 de mayo de 1862). Esto se debió a una amenaza de ocupación prusiana; y se necesitaba otra amenaza similar para persuadir al elector de que reuniera de nuevo las cámaras, que había destituido a la primera señal de oposición; y se vengó negándose a realizar ningún negocio público.

### Anexión por Prusia
En 1866, llegó el final. El elector, Federico Guillermo, lleno de agravios contra Prusia, se unió a Austria; el electorado fue inmediatamente invadido por las tropas prusianas; Kassel fue ocupada (20 de junio); y el Elector fue llevado como prisionero a Stettin. Por la Paz de Praga, Hesse-Kassel fue anexada a Prusia. El elector Frederick William (d. 1875) había sido, por los términos del tratado de cesión, garantizado la propiedad mayoritaria de su casa. Sin embargo, este fue secuestrado en 1868 debido a sus intrigas contra Prusia; parte de los ingresos se pagó, sin embargo, al agnado mayor, el landgrave Federico (m. 1884), y parte, junto con ciertos castillos y palacios, se asignó a las líneas de cadetes también desposeídos de Hesse-Philippsthal y Hesse-Philippsthal- Barchfeld.